# 폴란드 통일노동자당
폴란드 통일노동자당(폴란드어: Polska Zjednoczona Partia Robotnicza, PZPR)은 1948년 설립되어 1989년까지 폴란드 인민공화국을 일당제 공화국으로 통치한 공산당이다. 1981년 폴란드 계엄령 사태 당시 구국군사평의회가 이 정당을 장악하여 중앙위원회가 해산되고 지도부가 폴란드 인민군 소속 군인들로 구성된 적도 있었다.

## 역대 선거 결과

### 폴란드 인민공화국의 선거
| 년도 | 득표수    | 득표율    | 의석 수   |
| ---- | --------- | --------- | --------- |
| 1952 | 정보 없음 | 정보 없음 | 273 / 425 |
| 1957 | 정보 없음 | 정보 없음 | 239 / 459 |
| 1961 | 정보 없음 | 정보 없음 | 256 / 460 |
| 1965 | 정보 없음 | 정보 없음 | 255 / 460 |
| 1969 | 정보 없음 | 정보 없음 | 255 / 460 |
| 1972 | 정보 없음 | 정보 없음 | 255 / 460 |
| 1976 | 정보 없음 | 정보 없음 | 261 / 460 |
| 1980 | 정보 없음 | 정보 없음 | 261 / 460 |
| 1985 | 정보 없음 | 정보 없음 | 245 / 460 |
| 1989 | 정보 없음 | 정보 없음 | 173 / 460 |

## 같이 보기
- 폴란드 공산당